# 胡聯奎
胡聯奎（英語：Hu Liankui，1950年—），湖北人，北京華勝天成科技股份有限公司創辦人及前董事長和自動系統集團有限公司前董事長。

## 生平
出生於湖北省的胡聯奎，在小學和中學時期畢業，除在湖北一家纺织机械厂工作外，其他時間則在研究无线电解構，也就是當時车间办公室工作，到了1977年，他就读于清华大学无线电专业，至1981年学士学位，之後在1982年至1985年期間，就讀清华经管学院管理科学与工程专业，獲硕士学位後。便在清華大學任教3年，調去电子部第六研究所旗下，名為神燕系统工程公司，至1998年為止。
同年，胡聯奎和其他同事友人組成北京華勝天成科技有限公司（改股份制前），專門當時提供跨国公司产品代理，之後演變成專門提供專業科技解決方案業務，到了2004年，他們把一手創立的北京華勝天成科技股份有限公司，在上海證券交易所主板上市，之後在2009年5月，以及2011年8月，分別以2.6亿港元，以及1000万美元，就收购了自动系统集团有限公司和摩卡软件股權，分別為68.4%，以及100%全購股權。